# Здание республиканской библиотеки имени Чехова (Грозный)
Здание республиканской библиотеки имени Чехова (называемой в обиходе «Чеховкой») было построено в январе 1966 года в Грозном.

## История

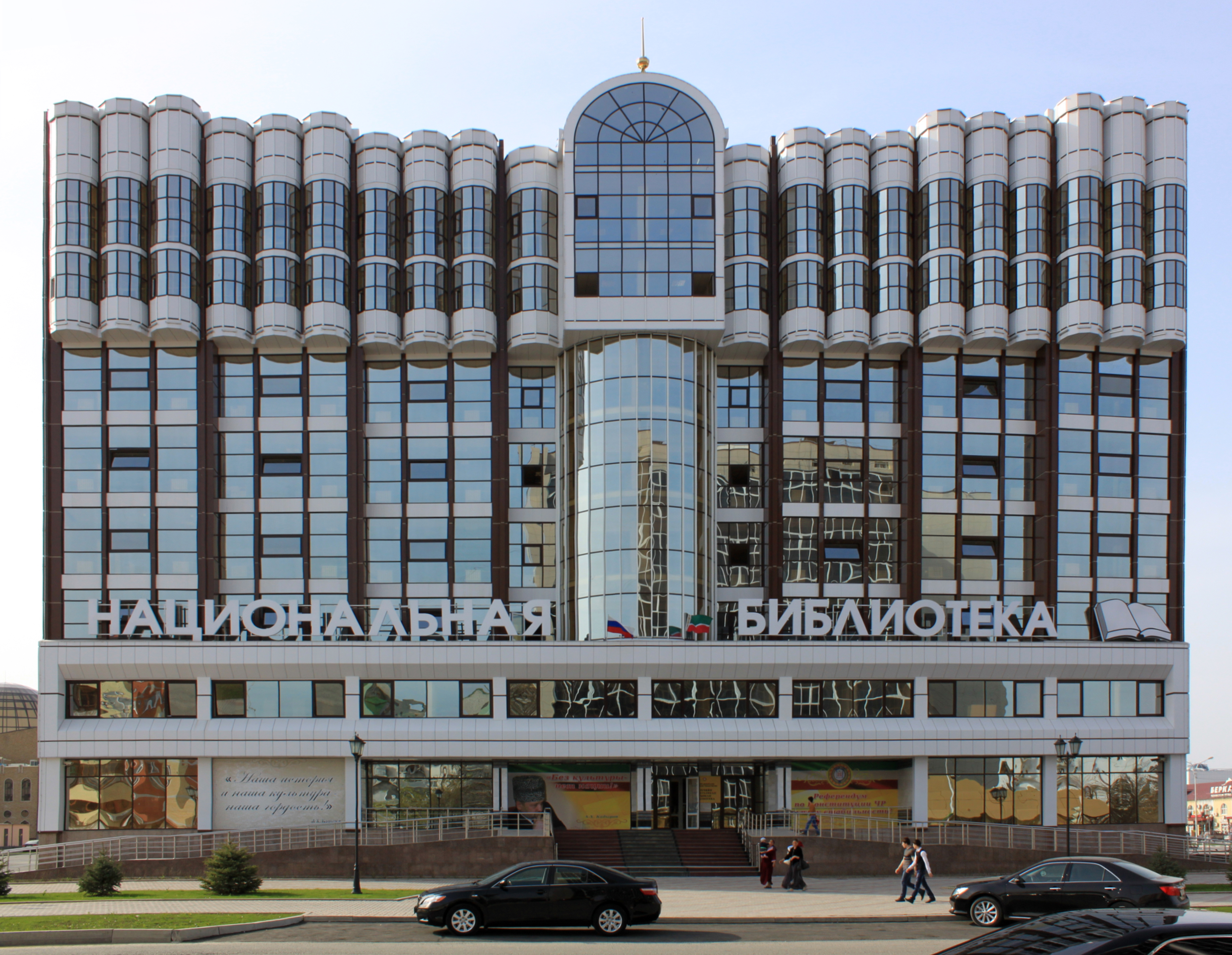
Новое здание Национальной библиотеки Чеченской Республики.

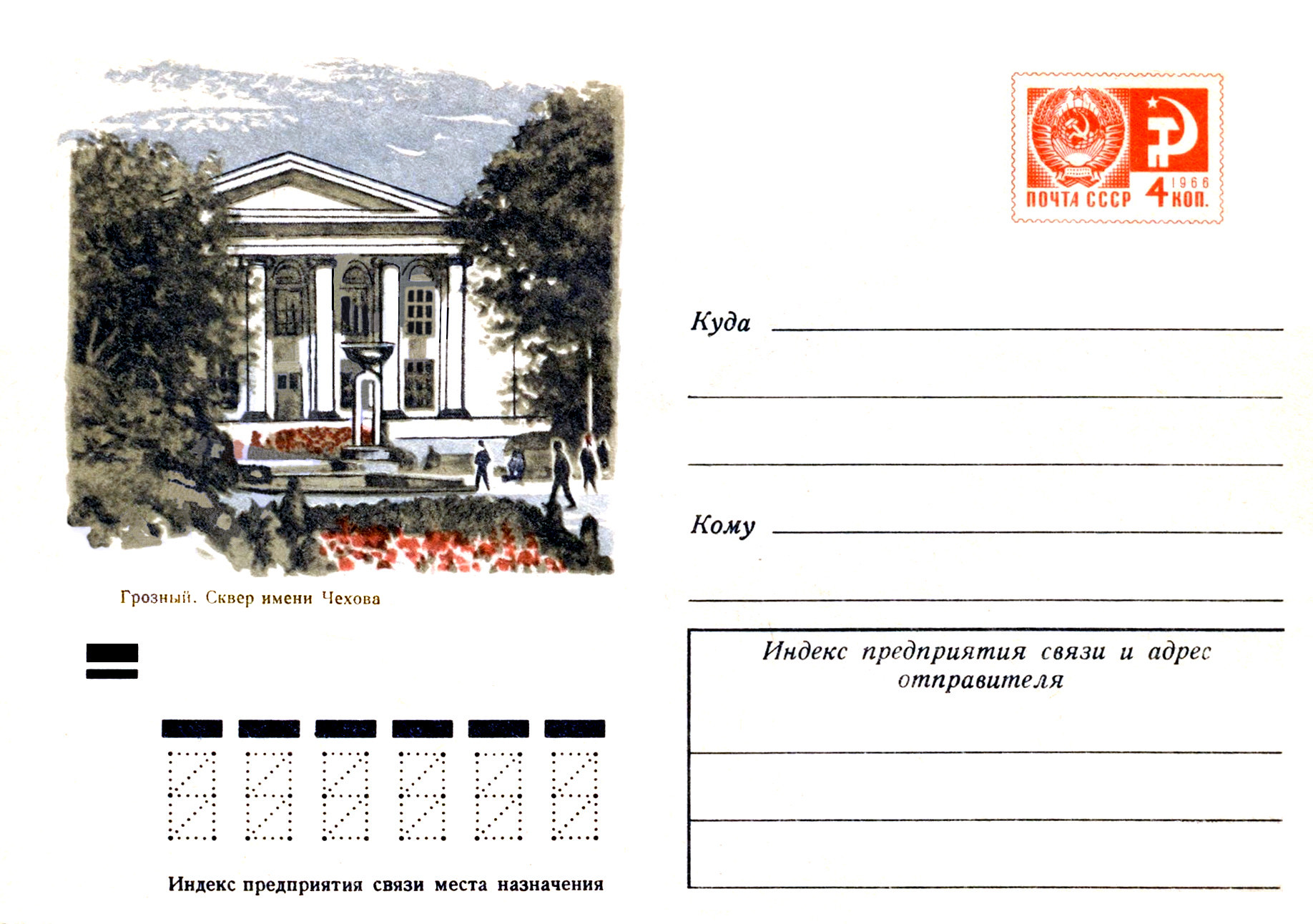
«Грозный. Сквер имени Чехова». Художественный маркированный конверт СССР. 1971 год.

Республиканская универсальная научная библиотека, как тогда называлась будущая Национальная библиотека Чечни, открылась в октябре 1904 года благодаря усилиям учителей Пушкинского училища Грозного. 11 июля 1945 года в связи с 40-летием смерти Антона Павловича Чехова библиотеке было присвоено его имя. В январе 1966 году в сквере имени А. П. Чехова было открыто новое здание библиотеки. Здание стояло в центре одноимённого парка. К библиотеке вела широкая аллея, в начале которой стоял бюст Чехова. Перед зданием располагался фонтан.
В 1983 году библиотеке был присвоен статус Государственной универсальной научной библиотеки. В 1980-х годах в библиотеку ежегодно поступало до 35 тысяч экземпляров книг, 60 названий газет и 485 названий журналов. Общий фонд библиотеки к началу 1990-х годов достиг 2,65 млн. единиц хранения. Фонды библиотеки включали уникальные издания краеведческого характера; полный комплект патентов социалистических стран, входивших в Совет экономической взаимопомощи; примерно 10 тысяч изданий, признанных библиографической редкостью.
Здание простояло до января 1995 года, когда было разрушено в ходе боёв Первой чеченской войны. Фонды библиотеки были уничтожены и разграблены. Библиотека возобновила работу в неприспособленных помещениях под трибуной городского стадиона ручных игр. 12 декабря 1995 года постановлением Правительства национального возрождения ЧР ей был присвоен статус Национальной библиотеки ЧР. Новый фонд библиотеки пополнялся за счёт литературы, безвозмездно переданной библиотеками Дагестана, Кабардино-Балкарии, Ставрополя, Москвы. Большую помощь оказали уцелевшие библиотеки Чеченской Республики. В дар свои книги приносили многие жители Грозного и других населенных пунктов Чеченской Республики.
23 марта 2013 года в центре Грозного состоялось открытие нового здания библиотеки. Его общая площадь составляет более 13 тысяч квадратных метров. 30 октября 2013 года по случаю 80-летия со дня рождения Народного писателя Чеченской Республики Абузара Айдамирова Национальной библиотеке было присвоено его имя. На прошедшем в 2013 году в Нальчике фестивале «Традиции и новаторство в архитектуре Северного Кавказа» проект здания Национальной библиотеки ЧР стал победителем в номинации «Постройка».

## В филателии

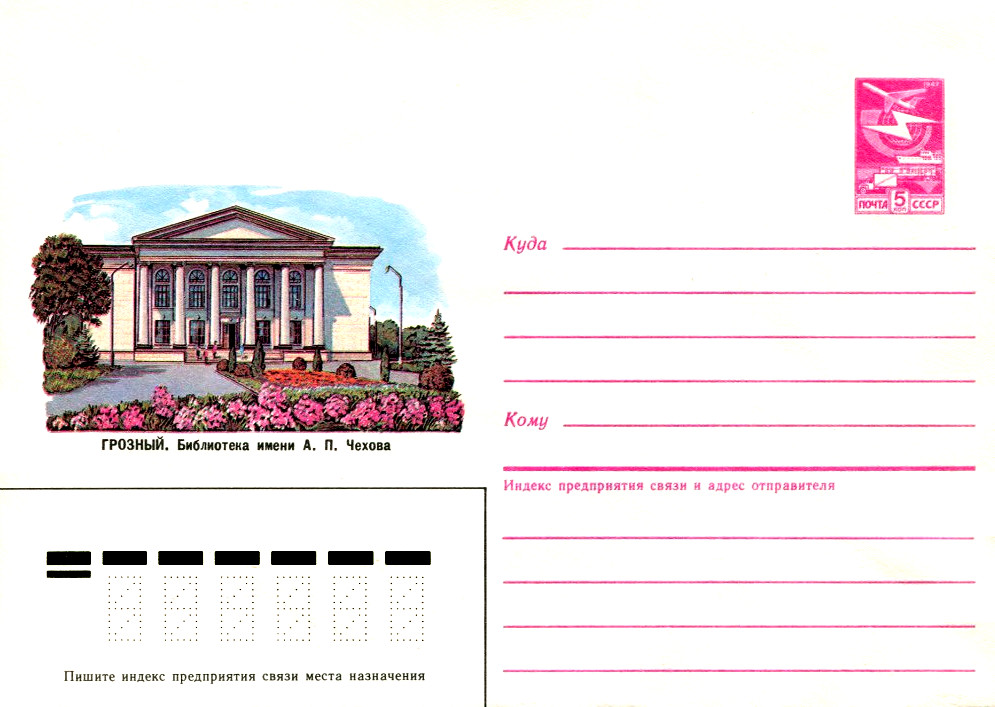
«Грозный. Библиотека имени Чехова». Художественный маркированный конверт СССР. 1985 год.

В 1971 и 1985 годах в СССР были выпущены художественные маркированные конверты с изображениями библиотеки.